# 坂下千里子のビューティーお先です!
坂下千里子のビューティーお先です!（さかしたちりこのビューティーおさきです）は、2000年4月 - 2003年3月に、TBSラジオで放送されていたラジオ番組。略称は『チリビュー』。パーソナリティはタレントの坂下千里子。
放送当初は30分番組であったが、のちに1時間番組に拡大された。

## 概要
- 「知らないよ、オレは」「今に怒られるよ」などと、坂下に対する“ツッコミ”ナレーションがSEで挿入される。（『コサキンDEワァオ!』同様、TBSラジオではよく使われる演出）
- SEはチャイムとともに人工的に声を変えたナレーションで挿入されるバージョンもあった。
- サウンドステッカー（ジングル）には、坂下が担当したものをはじめ、筑紫哲也[2]、コージー冨田、坂下の実姉が担当しているものが使われていた。
- 番組スタート当初は、吉祥寺PARCO8階にあったWAVE吉祥寺店（2000年9月に閉店）内のサテライトスタジオ・Studio BEATでの公開収録だった[3]。

## エピソード
- ほぼ毎回ゲストが来ており、小堺一機などの芸能人もしばしば出演していた。

## ネット局
- TBSラジオ 日曜日 1:00 - 2:00
- 山形放送 土曜日 20:00 - 21:00
- ラジオ福島 日曜日 20:00 - 21:00
- 北陸放送 日曜日 21:00 - 22:00
- 山陰放送 月曜日 0:00 - 1:00
- 福井放送 日曜日 23:00 - 翌0:00
- 山陽放送 月曜日 0:00 - 1:00
- 山口放送 日曜日 21:00 - 22:00